# Марселис, Пётр Гаврилович
Пётр Гаврилович Марселис (1602—1672) — промышленник и инженер XVII века.

## Биография
Пётр Гаврилович Марселис родился в 1602 году в Роттердаме в купеческой семье Гавриэля Марселиса, приехавшего в Россию при Борисе Годунове и открывшего в Москве торговую контору, в компании с Исааком Аменом. При Михаиле Фёдоровиче они доставляли казне большие выгоды и помогали, знанием языков, русским послам за границей. Детство Пётр Гаврилович провёл в Гамбурге. В 1629 году переехал в Москву и начал предпринимательскую деятельность.
Он владел рыбной монополией в Белом и Баренцевом морях, реализовал проект «Контракт о мачтах из Московии» — он скупал и сбывал корабельный лес в Нидерландские штаты. Также Марселис вкладывал деньги в развитие горной металлургии, поиски новых месторождений, строительство заводов. Пётр Гаврилович восстановил металлургические заводы в Туле, построил четыре завода в Каширском уезде и других районах России. Начиная с 1639 года он был промышленным компаньоном голландца Андрея Денисовича Виниуса.
В 1638 году за разные службы пожалован «гостиным именем» (иноземного купца). Через четыре года Пётр Гаврилович был послан в Данию для сватовства датского принца Вальдемара на дочери Михаила Фёдоровича, Ирине Михайловне. В 1644 году, со свёкром Филимоном Акемой, получил право на устройство в северной России железных заводов. Также он первым привёз в Россию махровую розу. В народе Марселис получил прозвище «датския земли прикащик и посол».
Скончался в 1672 году в Москве.